# Moustapha Name
Moustapha Name (* 5. Mai 1995 in Dakar) ist ein senegalesischer Fußballspieler.

## Karriere

### Verein
Name begann in seiner Heimatstadt in der Jugend der AS Dakar Sacré-Cœur, einem Farmteam von Olympique Lyon, mit dem Fußballspielen. Seine erste Station im Seniorenbereich war die ebenfalls in der senegalesischen Hauptstadt ansässige AS Douanes.
Im Sommer 2018 wechselte er nach Frankreich zum FC Pau, mit dem er 2020 in die Ligue 2 aufstieg. Anschließend setzte er seine Karriere beim Ligakonkurrenten Paris FC fort. Zur Saison 2022/23 wechselte er in die zyprische First Division zu Paphos FC.

### Nationalmannschaft
Name debütierte am 11. November 2020 beim 2:0-Sieg im Qualifikationsspiel zur Afrikameisterschaft 2022 gegen Guinea-Bissau in der senegalesischen Nationalmannschaft. Nach der erfolgreichen Qualifikation wurde er in den senegalesischen Kader berufen, während des Turniers jedoch nicht eingesetzt.
Anlässlich der Fußball-Weltmeisterschaft 2022 in Katar nominierte ihn Nationaltrainer Aliou Cissé für das senegalesische Aufgebot.

## Erfolge
- Afrikameister: 2022